# Kiss-Rigó László
Kiss-Rigó László (Budapest, 1955. április 6. –) szeged-csanádi püspök.

## Pályafutása
Gyermekkora egy részét Indiában töltötte. Két év sorkatonai szolgálat után Esztergomban és a Központi Papnevelő Intézet növendékeként Budapesten, a Hittudományi Akadémián végezte teológiai tanulmányait. 1981. június 14-én szentelték pappá Esztergomban, majd 1982-ben teológiai doktorátust szerzett a Pázmány Péter Hittudományi Akadémián. Szécsényben, majd a budapesti Haller téri templomban volt káplán. 1983-tól 1985-ig a római Pápai Magyar Intézet ösztöndíjasa volt, a Lateráni Egyetemen szerzett egyházjogi licenciátust.
1985-től az esztergomi Szent Anna-plébániatemplom káplánja, 1997-től plébánosa volt. 1986-tól az Esztergomi Hittudományi Főiskola tanára, 2003-tól főigazgatója. 1991-től 2004-ig az Esztergom-Budapesti főegyházmegye Katolikus Iskolai Főhatóságának igazgatója volt. 1998-tól a Pázmány Péter Katolikus Egyetem Bölcsészettudományi Karának tanára. II. János Pál pápa 1994-ben pápai káplán címmel tüntette ki. 
Nem szabad említés nélkül hagyni, hogy Kiss-Rigó Lászlóról 1989 július negyedikén keletkezett úgynevezett "hatos karton", azaz az állambiztonság nyilvántartásba vette mint hálózati személyt. Maga a nyilvántartásba vétel még egyáltalán nem bizonyítja hogy az adott ember érdemi jelentéseket is készített volna bármiről vagy bárkiről, ugyanakkor az adatlap alapján Kiss-Rigó az együttműködést szívesen vállalta, valamint lojális és hű volt az őt beszervező rendszerhez.

### Püspöki pályafutása
II. János Pál pápa 2004. január 24-én pudentianai címzetes püspökké és az Esztergom-Budapesti főegyházmegye segédpüspökévé nevezte ki. Február 21-én szentelték püspökké Esztergomban. Jelmondata: „Erő, szeretet, józanság” („Virtus, dilectio, sobrietas”).
2006. március 3-án az Élet és Irodalom című politikai és irodalmi hetilapban megjelent "Rés vagy erős bástya?" c.  leleplező cikkben korabeli ÁVH iratokra hivatkozva, mint a Kádár-rendszer ügynökét azonosították. A cikk írója ellen Kiss-Rigó László pert indított, amit később meg is nyert első és másod fokon. A bírósági ítélet indoklása szerint a korabeli eredeti dokumentumok és az azt kiállító, (a perben tanúskodó) ÁVH beszervező tiszt ellentétes tanúvallomása szerint, Kiss-Rigó László nem volt ügynök akit 1989-ben hazafias minősítéssel beszerveztek.
2006. június 20-án a Szeged-Csanádi egyházmegye megyés püspökévé nevezték ki.
Kiss-Rigó László nyújtja át 2008-tól a magyar alapítású nemzetközi irodalmi díj, a Balassi Bálint-emlékkard ünnepségén az egyik szablyát. 2009-től ő celebrál az emlékkardhoz kapcsolódó Balassi-mise alkalmain.  
2010 februárjában Hódmezővásárhelyen részt vett a Fidesz–KDNP kampányrendezvényén, ahol a pártszövetség melletti szavazásra buzdította a jelenlevőket. Tettét többen kritizálták. A Magyar Szocialista Párt sajtótájékoztatóján bocsánatkérésre szólította föl a főpapot, és tiltakozott az ellen, hogy „bármely egyház nyíltan kiálljon a választásokon egy párt mellett és kampányoljon egy másik politikai közösség és annak tagjai ellen.” Az MSZP véleménye szerint a püspök ezzel megbántotta a párt hívő szavazóit. A Jobbik Magyarországért Mozgalom azt sérelmezte, hogy visszautasította a párt meghívását szegedi rendezvényükre, jóllehet szerintük a Jobbik – a Fidesz–KDNP-vel ellentétben – „nem csak nevében keresztény, hanem programjában is kiáll a keresztény értékek mellett.” A főpásztor az őt ért kritikákra válaszul kijelentette, hogy nem közösített ki senkit, és párbeszédre hívta az MSZP szóvivőjét, Nyakó Istvánt. Véleménye szerint jelenleg csak egy olyan párt van, ami „hitelesen tudja képviselni a keresztény egyház által vallott józan és észszerű értékeket.” Hozzátette azt is, hogy a baloldali értékek keresztény értékek is, valamint hogy a liberális értékek is fontosak a keresztény egyháznak.
2013. január 25-én a bécsi Szent István-székesegyház – Stephansdom – adott helyet ennek az istentiszteletnek.

## Elismerések
- 2004. március 15-én megkapta az Esztergom díszpolgára címet.
- 2010. március 15-én ő lett Csongrád megye első díszpolgára.[20]
- 2010. július 31-én Baks község díszpolgárává nyilvánították, megköszönve az egyházmegyének, hogy templomot építtetett a településen.[21]
- 2010. szeptember 1-jén Kübekháza díszpolgárává avatták, miután az általa vezetett püspökség egyházi iskolát alapított a településen.[22]
- 2015. Mindszenty-emlékérmmel tüntette ki a V. Németh Zsolt által alapított Mindszenty Társaság[23]
- 2016. március 15-én Hódmezővásárhely díszpolgárává avatták.[24]
- 2019. december Duna-díj.[25]
- 2022. október Magyar Tartalékosokért Emlékcsillag arany fokozat.[26][27]

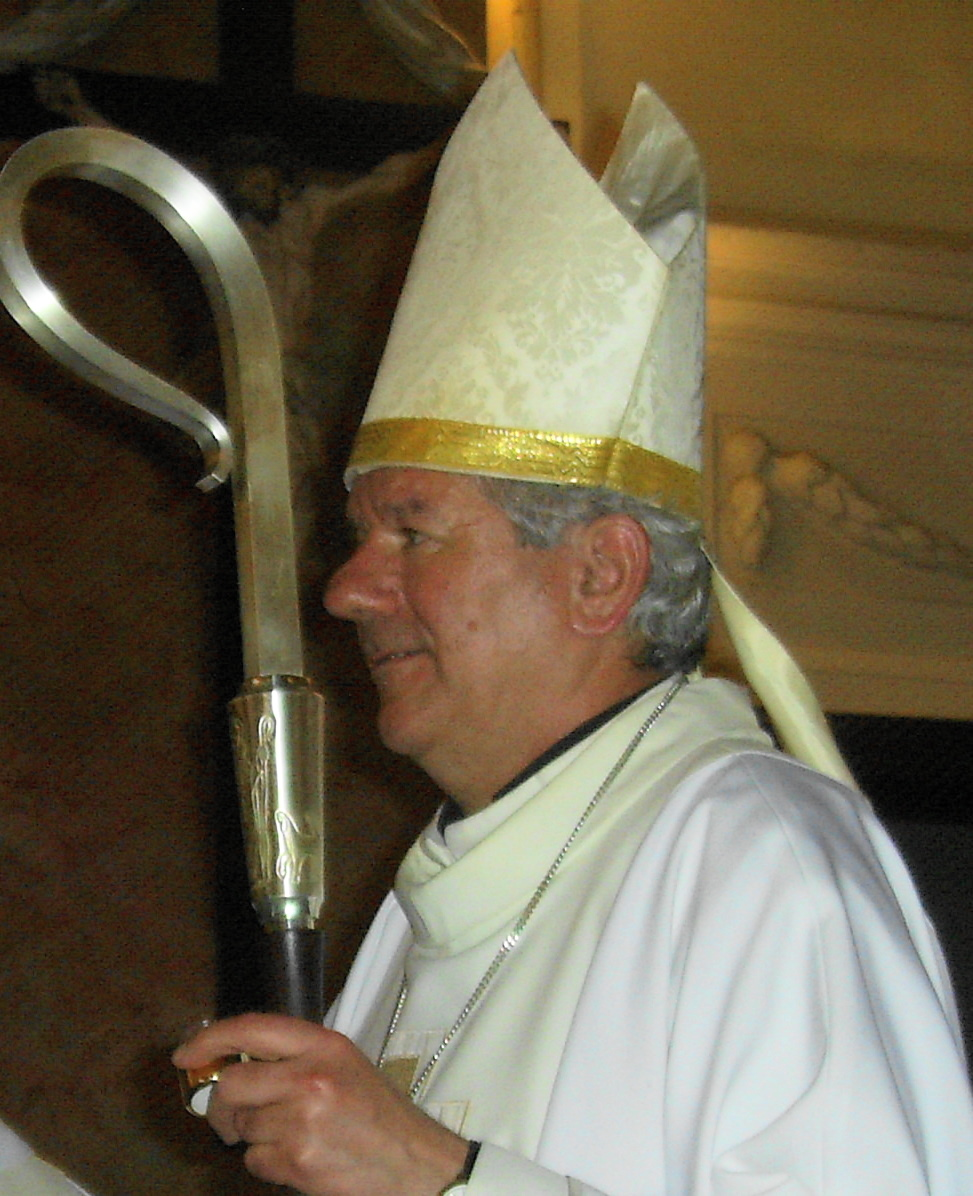
Kiss-Rigó László

## Kis-Rigó László megyés püspökként jegyzett cikkei, interjúi a sajtóban
- 2016. Találkozások - Interjú Kiss-Rigó László püspök [28]
- 2018. Most ölik meg Európát, és bennünket, keresztényeket is![29][30][31][32][33][34]
- 2018. Kiss-Rigó László püspök: NER? Az micsoda?[35]
- 2018. „Szinte mindenben egyetértek Orbán Viktorral” – a teljes letiltott interjú[36]
- 2018. „Nem aktuális” kérdések – letiltotta lapunknak adott interjúját Kiss-Rigó László [37]
- 2019. Háború Európáért – Konferencia a migrációról[38]
- 2019. a teljes élet győzelme a húsvét – mindannyian az élet győztesei lehetünk [39]
- 2022. Megújulni közös értékeinkben Kattárs[40]
- 2023. Kiss-Rigó László szerint Ferenc pápa azért látogat Magyarországra, mert rájött, hogy egy kicsit átverték[41]
- 2023. A pápa felismerte, hogy félrevezették Magyarországot illetően[42]